# Nahimana
Nahimana est un prénom féminin[réf. nécessaire].

## Sens et origine du prénom
Il s'agit d'un nom de famille bantou répandu dans l'est de l'Afrique, au Burundi et au Rwanda. Le prénom serait en usage chez les Amérindiens, et une déformation du prénom dakota « Nahmana »